# Strade provinciali del libero consorzio comunale di Caltanissetta

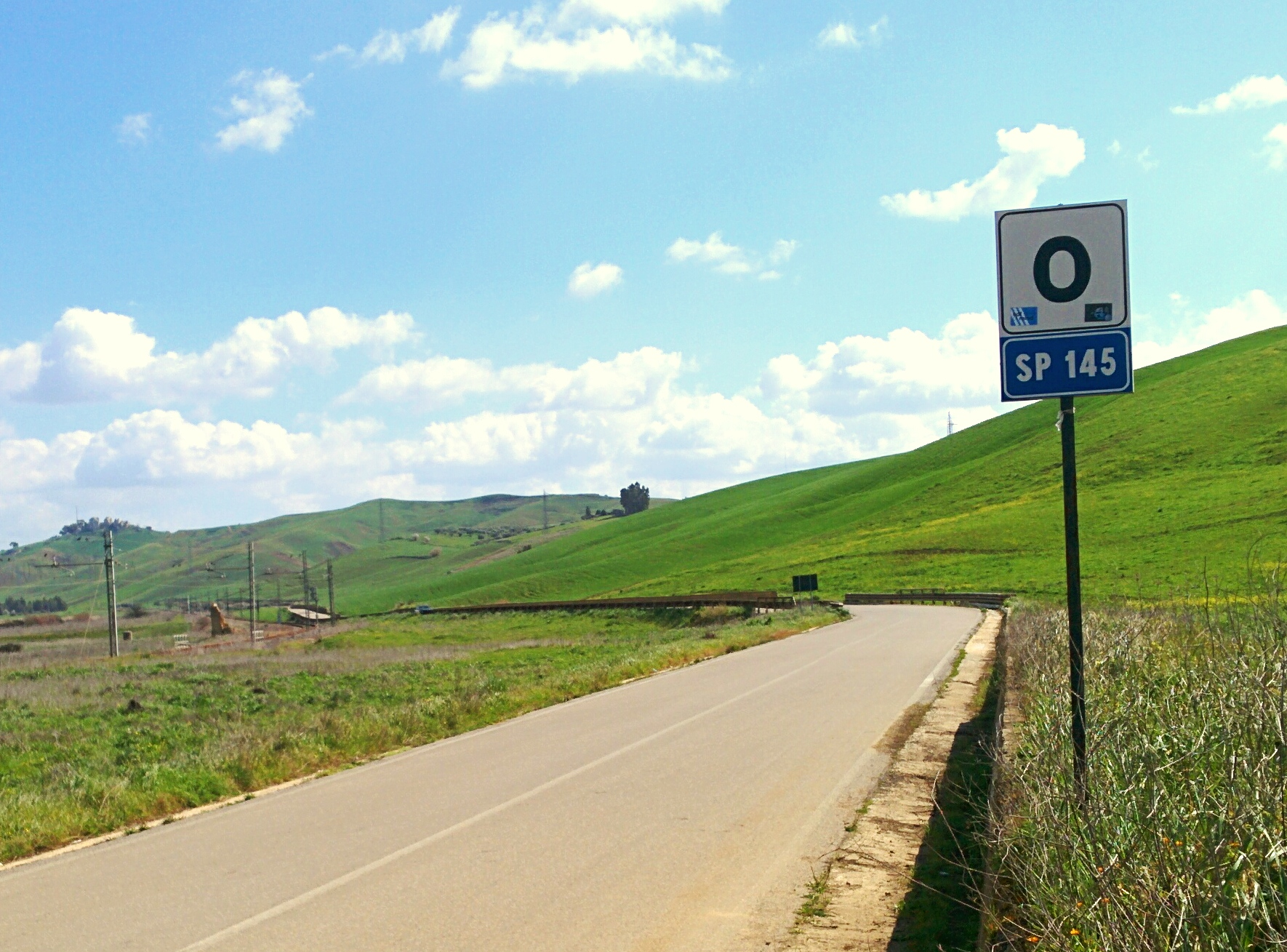
La strada provinciale 145 al suo caposaldo presso la stazione di Mimiani

Questo è l'elenco delle strade provinciali presenti sul territorio del libero consorzio comunale di Caltanissetta.
Il libero consorzio gestisce tutte le 198 strade provinciali, per un'estensione complessiva pari a 1.147 km.

## Dalla SP1 alla SP100

### Dalla SP1 alla SP10
| Numero   | Denominazione                                                                  | Percorso | Lunghezza (km) |
| -------- | ------------------------------------------------------------------------------ | --- | -------------- |
| SP 1     | Caltanissetta–Delia                                                            | Caltanissetta - Cozzo di Naro - innesto con la SP 2 presso bivio Ramilia - Delia | 17,800         |
| SP 2     | Bivio Ramilia–Sommatino                                                        | Innesto con la SP 1 presso bivio Ramilia - contrada Grasta - Draffù - Sommatino | 7,500          |
| SP 3     | Delia–Piscazzeri–confine Agrigento                                             | Delia - contrada San Calogero - contrada Afflitto - confine provincia di Agrigento presso contrada Donna Paola                                                                                          | 3,276          |
| SP 4     | Favarella–Bifaria                                                              | Innesto con la SP 5 presso Favarella - Serra della Destra - innesto con la SP 34 presso Bifaria | 2,322          |
| SP 5     | Bivio Minichelli–Favarella                                                     | Innesto con viale Stefano Candura (ex SP 1) presso bivio Minichelli (Caltanissetta) - Grotticelle - innesto con la SS 640 presso San Cataldo Scalo - innesto con la SS 640 presso Favarella - Favarella | 7,194          |
| SP 6     | San Cataldo–stazione di San Cataldo–scorrimento veloce Agrigento-Caltanissetta | San Cataldo - stazione di San Cataldo - innesto con la SP 40 presso contrada Mangiaresta - innesto con la SP 5 presso Papazzo                                                                           | 2,750          |
| SP 6 bis | Ponte Giannittello–Ponte Grotticelle                                           | Innesto con la SP 1 presso Giannittello - contrada Mumia - innesto con la SP 5 presso Grotticelle | 2,665          |
| SP 7     | Ponte Braemi–bivio Le Schette                                                  | Confine provincia di Enna presso ponte Braemi - innesto con la SS 626 presso Cipolla - innesto con la SS 190 presso bivio Le Schette                                                                    | 9,913          |
| SP 8     | Burrone Contrasto–Butera–Gela                                                  | Innesto con la SS 190 presso Burrone Contrasto - Butera - innesto con la SP 83 - Gela | 30,218         |
| SP 8 bis | Sottocorso Butera                                                              | Innesto con la SP 8 presso Piano della Fiera (Butera) - innesto con la SP 8 presso La Presa (Butera) (variante alla SP 8)                                                                               | 0,810          |
| SP 9     | Bivio San Nicola–Stazione di Butera                                            | Innesto con la SP 8 presso bivio San Nicola - innesto con la SP 83 presso la stazione di Butera | 4,350          |
| SP 10    | Ponte Olivo–Niscemi–Valle Pilieri–confine Catania                              | Innesto con la SS 117 bis e la SS 190 presso ponte Olivo - Niscemi - confine città metropolitana di Catania presso Valle Pilieri (verso Caltagirone)                                                    | 18,300         |

### Dalla SP11 alla SP20
| Numero    | Denominazione                         | Percorso | Lunghezza (km) |
| --------- | ------------------------------------- | --- | -------------- |
| SP 11     | Niscemi–Gaddupotu                     | Niscemi - innesto con la SS 115 presso Priolo | 10,388         |
| SP 12     | Niscemi–Passo Cerasaro                | Niscemi - innesto con la SP 188 presso Passo Cerasaro | 6,585          |
| SP 13     | Mazzarino–Cimia                       | Mazzarino - innesto con la SS 117 presso Cimia | 21,547         |
| SP 14     | SS 190–circonvallazione nord di Riesi | Innesto con la SS 190 presso Pozzillo - piano di Margiò - Riesi | 3,100          |
| SP 15     |                                       | Innesto con la SS 122 bis - stazione di Caltanissetta Xirbi | 0,377          |
| SP 16     | Mussomeli–Villalba                    | Stazione di Acquaviva-Casteltermini - innesto con la SS 189 - Acquaviva Platani - Mussomeli - innesto con la SP 41 presso contrada Celso - innesto con la SP 30 - Villalba - innesto con la SS 121 presso ponte Misuraca | 35,000         |
| SP 18     | Villalba–bivio Vallelunga–SS 121      | Villalba - Miccichè - innesto con la SS 121 | 4,116          |
| SP 19     | Bivio Landro–Resuttano–Alimena        | Bivio Landro (PA) - Resuttano - fiume Imera - confine città metropolitana di Palermo (verso Alimena) | 14,776         |
| SP 20     | Mussomeli–Sutera                      | Mussomeli - Cangioli - Caccione - Sutera | 10,350         |
| SP 20 bis | Sutera–bivio Campofranco              | Sutera - innesto con la SP 21 presso contrada Favara | 5,700          |

### Dalla SP21 alla SP30
| Numero    | Denominazione                                  | Percorso | Lunghezza (km) |
| --------- | ---------------------------------------------- | --- | -------------- |
| SP 21     | Campofranco–bivio Molinella–stazione di Sutera | Campofranco - innesto con la SS 189 presso bivio Molinella                                                                      | 2,645          |
| SP 21     | Campofranco–bivio Molinella–stazione di Sutera | Innesto con la SS 189 - stazione di Sutera                                                                                      | 2,645          |
| SP 22     | Vallelunga–stazione di Vallelunga              | Innesto con la SS 121 presso Vallelunga Pratameno - stazione di Vallelunga                                                      | 1,655          |
| SP 23     | Serradifalco–Montedoro–Bompensiere–Mussomeli   | Serradifalco - Montedoro - innesto con la SP 24 - Bompensiere - innesto con la SP 38 presso burrone Cordovese - Mussomeli       | 33,700         |
| SP 23 bis | SS 122–stazione di Serradifalco                | Innesto con la SS 122 - stazione di Serradifalco                                                                                | 0,616          |
| SP 24     | Bompensiere–Milena–SS 189                      | Innesto con la SP 23 presso Bompensiere - Milena - innesto con la SS 189 presso Margagliano                                     | 16,400         |
| SP 24 bis |                                                | Innesto con la SP 24 presso Margio Natali - Bompensiere                                                                         | 1,130          |
| SP 25     | Mazzarino–Sophiana                             | Innesto con la SP 13 presso ponte Porcheria - area archeologica di Sophiana - confine provincia di Enna presso contrada Sofiana | 7,738          |
| SP 26     | Mazzarino–Passo di Mastro Diego                | Innesto con la SP 13 presso Gambellina - contrada Balsi - confine provincia di Enna presso passo di Mastro Diego                | 7,835          |
| SP 27     | Mazzarino–Riesi                                | Innesto con la SS 191 presso contrada Fontanella - innesto con la SS 190 presso Judeca                                          | 8,300          |
| SP 28     | Delia–Cappellano–Draffù                        | Innesto con la SP 1 presso Cappellano - innesto con la SP 2 presso Draffù                                                       | 2,873          |
| SP 29     | Caltanissetta–San Michele–Fazzotto             | Via Due Fontane (Caltanissetta) - innesto con via Babbaurra (ex SS 122) presso contrada Fazzotto (San Cataldo)                  | 1,632          |
| SP 30     | SP 16–confine Palermo                          | Innesto SP 16 presso Polizzello - Chiapparia - Cento Salme - innesto con la SS 121 presso la stazione di Marianopoli            | 9,530          |

### Dalla SP31 alla SP40
| Numero | Denominazione               | Percorso | Lunghezza (km) |
| ------ | --------------------------- | --- | -------------- |
| SP 31  | Niscemi–Feudo Nobile–SS 115 | Innesto con la SP 11 presso Niscemi - contrada Femmina Morta - Vallata del Pisciotto - contrada Valle d'Ambra - Feudo Nobile - innesto con la SS 115 presso ponte del Gambero | 14,739         |
| SP 32  | Galassi–Canalotto–Gallitano | Galassi (Sommatino) - innesto con la SP 135 - Gallitano - confine provincia di Enna presso il fiume Imera                                                                     | 10,281         |
| SP 33  | Pozzillo–Palo               | Innesto con la SS 122 presso Pozzillo - Borgo Palo | 8,747          |
| SP 33  | braccio Roccella            | Innesto con la SP 33 presso Vassallaggi - innesto con la SS 122 presso Roccella                                                                                               | 8,747          |
| SP 34  | SP 1–SS 640                 | Innesto con la SP 1 presso Bifaria - innesto con la SP 4 - innesto con la SS 640 presso Favarella                                                                             | 2,870          |
| SP 35  | Priolo–ponte Olivo          | Innesto con la SP 11 presso Priolo - innesto con la SP 10 presso ponte Olivo                                                                                                  | 10,914         |
| SP 36  |                             | Innesto con la SS 117 bis presso Cerasaro - confine città metropolitana di Catania (verso Caltagirone)                                                                        | 6,084          |
| SP 37  | Serradifalco–miniera Bosco  | Innesto con la SP 46 presso Robione - innesto con la SP 38 - miniera Bosco | 3,400          |
| SP 38  | San Cataldo–Mussomeli       | Innesto con la SP 37 presso Bosco - innesto con la SP 41 (1º tronco) presso Sampria - innesto con la SP 41 (2º tronco) presso Raineri - innesto con la SP 23 presso Cordovese | 13,000         |
| SP 39  | Montedoro–confine Agrigento | Innesto con la SP 23 presso Montedoro - confine provincia di Agrigento (verso Racalmuto)                                                                                      | 2,307          |
| SP 40  |                             | Innesto con la SP 6 (progressiva 2+200) presso contrada Mangiaresta - contrada Santa Rosalia - innesto con la SS 122 (progressiva 51+260) presso Roccella                     | 6,300          |

### Dalla SP41 alla SP50
| Numero  | Denominazione                   | Percorso | Lunghezza (km) |
| ------- | ------------------------------- | --- | -------------- |
| SP 41   | Montedoro–Raineri–Mappa         | 1º tronco: Montedoro - innesto con la SP 38 presso Sampria | 14,270         |
| SP 41   | Montedoro–Raineri–Mappa         | 2º tronco: innesto con la SP 38 presso Raineri - Mappa - innesto con la SP 16 presso contrada Celso                                                                               | 20,930         |
| SP 42   | San Cataldo–Mimiani–Marianopoli | San Cataldo - stazione Mimiani - bivio Mucini - confine città metropolitana di Palermo presso Chibbò                                                                              | 26,763         |
| SP 42   | San Cataldo–Mimiani–Marianopoli | Innesto con la SP 42 presso bivio Mucini - Marianopoli | 1,000          |
| SP 43   | Stazione Mimiani–SS 121         | Innesto con la SP 42 presso la stazione Mimiani - contrada Trabona - innesto con la SS 121                                                                                        | 9,500          |
| SP 44   | San Cataldo–Santa Caterina      | Innesto con la SP 42 - innesto con la SP 155 presso Palombara - innesto con la SP 145 presso il fiume Salito - Santa Caterina Villarmosa                                          | 15,428         |
| SP 45   |                                 | Innesto con la SP 23 (progressiva 21+666) - contrada Reinella - innesto con la SP 41 (1º tronco) presso Sampria                                                                   | 6,800          |
| SP 46   | Serradifalco–Rabbione           | Serradifalco - innesto con la SP 37 presso Robione - innesto con la SP 41 presso Rabbione                                                                                         | 6,933          |
| SP 47   | Riesi–Licata                    | Innesto con la SS 190 presso bivio Le Schette - confine provincia di Agrigento presso Agrabona (verso Licata)                                                                     | 18,704         |
| SP 48   | Campobello di Licata–Falconara  | 1º tronco: innesto con la SS 115 (progressiva 254+000) presso Falconara - innesto con la SP 47 (progressiva 16+000) presso Ficuzza                                                | 10,667         |
| SP 48   | Campobello di Licata–Falconara  | 2º tronco: innesto con la SP 47 (progressiva 13+400) presso le Quattro Finaite - confine provincia di Agrigento presso il fiume Imera                                             | 8,100          |
| SP 49/A | Ravanusa–Butera                 | Confine provincia di Agrigento presso il fiume Imera - innesto con la SP 47 presso contrada Figotto                                                                               | 12,483         |
| SP 49/B | Ravanusa–Butera                 | Innesto con la SP 47 e con la SP 256 presso contrada Inviata - innesto con la SS 626 presso lo svincolo Butera - innesto con la SP 8 presso Fiume di Mallo                        | 10,273         |
| SP 50   | Cuti–Ciolino–Monaco–San Nicola  | Confine città metropolitana di Palermo presso portella dell'Inferno - innesto con la SP 185 per Ciolino - Monaco - San Nicola - innesto con la SS 121 presso contrada Mucciarello | 13,750         |

### Dalla SP51 alla SP100
| Numero | Denominazione                                            | Percorso | Lunghezza (km) |
| ------ | -------------------------------------------------------- | --- | -------------- |
| SP 51  |                                                          | Innesto con la SS 115 (progressiva 270+538) presso Piana del Signore - Biviere di Gela - confine provincia di Ragusa presso il torrente Ficuzza                                                     | 7,987          |
| SP 70  | Riesi–bivio Ravanusa e Licata                            | Riesi - innesto con la SP 47 presso Mezzomilione | 2,408          |
| SP 71  | Licata–Butera                                            | Innesto con la SP 48 presso contrada San Pietro - confine provincia di Agrigento presso il torrente Canticaglione                                                                                   | 4,450          |
| SP 79  | Riesi–Butera                                             | Innesto con la SS 190 presso Le Schette - innesto con la SP 49/B e la SS 626 presso lo svincolo Butera                                                                                              | 7,760          |
| SP 81  | Salera–Settefarine–Piano Mendola–Tredenari–San Giuliano  | Gela - innesto con la SP 83 presso Buccarinello - Piano Mendola - innesto con la SS 190 presso Disueri                                                                                              | 16,100         |
| SP 82  | Piana del Signore–Chiancata–Sabuci–Tredenari–Scomunicata | Innesto con la SS 115 presso la zona industriale di Gela (fine tratto zona industriale) - Piana del Signore - innesto con la SP 35 presso Sabuci - innesto con la SP 10 presso contrada Scomunicata | 10,700         |
| SP 83  | Strada dei Due Castelli                                  | Innesto con la SS 117 bis presso contrada Spadaro - innesto con la SS 626 presso lo svincolo Carruba                                                                                                | 18,300         |
| SP 96  |                                                          | Innesto con la SS 117 bis presso contrada Magazzinazzo - innesto con la SP 190 presso piano di Sparacogna - Piano del Paradiso - innesto con la SP 13 presso contrada Finocchio                     | 20,270         |
| SP 99  | Niscima–Santa Rosalia                                    | Innesto con la SP 5 presso Pian del Lago - contrada Niscima - innesto con la SP 6 bis presso contrada Mumia                                                                                         | 2,398          |
| SP 100 | Via Leonardo da Vinci                                    | Innesto con la SP 23 (progressiva 33+210) presso Serra del Vento - Mussomeli ("Via Leonardo da Vinci") - innesto con la SP 20 (progressiva 0+800) presso Mussomeli                                  | 3,000          |

## Dalla SP101 alla SP200

### Dalla SP101 alla SP130
| Numero | Denominazione                                                      | Percorso | Lunghezza (km) |
| ------ | ------------------------------------------------------------------ | --- | -------------- |
| SP 101 | SP 46–SP 23                                                        | Innesto con la SP 46 presso lago Soprano - innesto con la SP 23 presso lago Sottano | 2,230          |
| SP 102 | Valle Pilieri–Ponte Gallo                                          | Innesto con la SP 10 presso Valle Pilieri - confine città metropolitana di Catania presso Ponte Gallo                                                                                           | 0,832          |
| SP 103 | Caltanissetta–Pietraperzia ex SS 191 (dal km. 4+000 al km. 10+400) | Contrada Comuni - Besaro - confine provincia di Enna presso ponte Besaro | 6,400          |
| SP 121 | Strada rurale 1 Resuttano–Tudia                                    | Innesto con la SP 19 presso contrada Marina - confine città metropolitana di Palermo presso Ciampanella                                                                                         | 0,900          |
| SP 122 | Strada rurale 2 Abbazia Santuzza–casamento Agnone                  | Innesto con la ex SS 122 bis presso Abbazia Santuzza - Anghillà - casamento Agnone | 4,926          |
| SP 123 | Strada rurale 3 Caltanissetta–Agrigento                            | Innesto con la SP 6 bis presso contrada Mumia - innesto con la SP 5 presso Papazzo | 1,589          |
| SP 124 | Strada rurale 4 Cusatino–Giulfo–Grottarossa                        | Innesto con la SP 40 presso Roccella - innesto con la SP 133 presso Candela - innesto con la SS 640 presso Grottarossa                                                                          | 7,058          |
| SP 125 | Strada rurale 5 Caltanissetta–Serradifalco                         | Innesto con la SP 124 presso case Calà - Giulfo - innesto con la SS 640 presso Grotta d'Acqua                                                                                                   | 4,367          |
| SP 126 | Strada rurale 6 Mazzarino–Piano del Gallo–Canalotto                | Innesto con la SS 190 e la SS 191 presso bivio Vigne Vanasco - Piano del Gallo - Canalotto - innesto con la SP 191 presso l'abbeveratoio Cusumino - innesto con la SP 96 presso poggio Pecoraro | 11,967         |
| SP 127 | San Cataldo–Sommatino                                              | 1º tronco: innesto con la SP 5 presso contrada Favarella - innesto con la SP 1 presso Bifaria                                                                                                   | 2,119          |
| SP 127 | San Cataldo–Sommatino                                              | 2º tronco: innesto con la SP 1 presso Gifarò - Marcato del Fico - innesto con la SP 2 presso Draffù                                                                                             | 6,300          |
| SP 130 | Strada rurale 10 Campofranco–Chiartasi                             | Campofranco - contrada Chiartasi | 2,382          |

### Dalla SP131 alla SP140
| Numero | Denominazione                                             | Percorso | Lunghezza (km) |
| ------ | --------------------------------------------------------- | --- | -------------- |
| SP 131 | Strada rurale 11 Santa Caterina–Xirbi                     | | 1,200          |
| SP 132 | Strada rurale 12 Sutera–Casalicchio                       | Innesto con la SP 20 presso Sutera - piano Madonna - Casalicchio - innesto con la SP 23 presso Giancatalano                                      | 5,560          |
| SP 133 | Strada rurale 13 Serradifalco–Delia                       | Innesto con la SS 122 presso Serra Cusatino - innesto con la SP 124 presso Candela - innesto con la SS 640 presso Grottarossa - Deliella - Delia | 11,650         |
| SP 134 | Strada rurale 14 Gibil Gabib–Besaro                       | Innesto con via Gibil Gabib (Caltanissetta) presso contrada le Valli - contrada Gibil Gabib                                                      | 2,590          |
| SP 135 | Strada rurale 15 Caltanissetta–Licata                     | Innesto con la SP 2 presso Galassi - innesto con la SS 190 presso Sommatino                                                                      | 2,366          |
| SP 136 | Strada rurale 16 SP 6 bis–SP 1                            | Innesto con la SP 123 presso contrada Mumia - Serra dei Ladroni - innesto con la SP 1 presso Cozzo di Naro                                       | 2,020          |
| SP 137 | Strada rurale 17 Santa Lucia–Signore della campagna–Gulfi | Innesto con via Gibil Gabib (Caltanissetta) presso Calderaro - Signore della Campagna - contrada Santa Lucia                                     | 3,034          |
| SP 138 | Strada rurale 18 Resuttano–Castellana                     | Innesto con la SP 19 presso contrada Castello - confine città metropolitana di Palermo presso Irosa (verso Blufi)                                | 6,100          |
| SP 139 | Strada rurale 19 Intinno–Tamburiano                       | Innesto con la SP 18 - Vallelunga Pratameno | 1,028          |
| SP 140 | Strada di bonifica 3 SP 16–Tumarrano                      | Innesto con la SP 16 presso contrada Fiumicello - confine città metropolitana di Palermo presso contrada Burnano                                 | 2,800          |

### Dalla SP141 alla SP150
| Numero | Denominazione                                           | Percorso | Lunghezza (km) |
| ------ | ------------------------------------------------------- | --- | -------------- |
| SP 141 | Strada di bonifica 4 Cimitero di Mussomeli–Acquaviva    | Contrada Bosco - contrada Solfara                                                                            | 2,300          |
| SP 142 | Strada di bonifica 5 SS 189–SP 20                       | Innesto con la SS 189 presso la stazione di Sutera - innesto con la SP 20 presso Cangioli                    | 9,551          |
| SP 143 | Strada di bonifica 7 SP 41–stazione di Marianopoli      | Innesto con la SP 41 presso la cappella della Masciallorgia - Mandra Rossa                                   | 1,500          |
| SP 144 | Strada di bonifica 7 bis SP 41–Malopirtusillo           | Innesto con la SP 41 presso Mappa - Malopirtusillo                                                           | 1,850          |
| SP 145 | Strada di bonifica SP 42–SP 44                          | Innesto con la SP 42 presso Marcato di Serra - innesto con la SP 44 presso contrada Ficuzza                  | 1,900          |
| SP 146 | Strada di bonifica 10 Strada per Marianopoli–SP 43      | Confine città metropolitana di Palermo presso passo del Lupo - Trabona - innesto con la SP 43 presso Trabona | 6,500          |
| SP 147 | Strada di bonifica 13 SS 122 bis–SP 44                  | Innesto con la SS 122 bis presso Xirbi - innesto con la SP 44 presso Chiapparia                              | 4,000          |
| SP 148 | Strada di bonifica 14 SP 41–SP 23                       | Innesto con la SP 41 presso Garzizzetti - innesto con la SP 23 presso contrada Valle                         | 2,100          |
| SP 149 | Strada di bonifica 17 Strada per Fanzarotta–San Cataldo | Innesto con la SP 252 presso Cioccafa - Mustigarufi                                                          | 2,200          |
| SP 150 | Strada di bonifica 18 SP 38–strada per Fanzarotta       | Innesto con la SP 38 presso contrada Sampria - innesto con la SP 252 presso Fanzarotta                       | 5,140          |

### Dalla SP151 alla SP160
| Numero | Denominazione                                                  | Percorso | Lunghezza (km) |
| ------ | -------------------------------------------------------------- | --- | -------------- |
| SP 151 | Strada di bonifica 25 Villaggio Masaniello–strada Grottafirrio | Villaggio Masaniello (Milena) - confine provincia di Agrigento presso Zellante (confluisce sulla strada provinciale Grottafirrio) | 6,400          |
| SP 152 | Strada di bonifica 26 SP 24–miniera di Racalmuto               | Innesto con la SP 24 presso Margio Natali - Miniera di Racalmuto - confine provincia di Agrigento presso vallone Pantano          | 4,300          |
| SP 153 | Strada di bonifica 27 SP 23–SS 122                             | | 0,100          |
| SP 154 | Ex regia trazzera Mussomeli–Caltanissetta                      | Innesto con la SP 46 presso lago Soprano - innesto con la SS 122 presso Cusatino                                                  | 3,000          |
| SP 155 | Strada di bonifica 12 Santa Petronilla–San Filippo Neri–SP 44  | Innesto con via Pietro Leone presso San Filippo Neri (Caltanissetta) - Fontanelle - innesto con la SP 44 presso Palombara         | 2,200          |
| SP 156 | Trazzera Fruscola                                              | Innesto con la SP 125 presso Grotta d'Acqua - Grottarossa                                                                         | 4,100          |
| SP 157 | Strada di bonifica Trazzera Torre–Calvario                     | Calvario (San Cataldo) - piano Torre                                                                                              | 2,100          |
| SP 158 | Trazzera Mulinazzo–Palombara                                   | Innesto con la SP 23 presso contrada Coda di Volpe - senza sbocco presso contrada Intronata                                       | 1,575          |
| SP 159 | Trazzera Santuzza                                              | Serradifalco - Serra Santuzza - innesto con la SS 122 presso Acqua Ammucciata                                                     | 5,900          |
| SP 160 | Strada di bonifica 15 SP 42–strada per Fanzarotta              | Innesto con la SP 42 presso torrente Mimiani - Antinello - Comunello - innesto con la SP 252 presso Fastucchiera                  | 10,000         |

### Dalla SP161 alla SP170
| Numero | Denominazione                                                        | Percorso | Lunghezza (km) |
| ------ | -------------------------------------------------------------------- | --- | -------------- |
| SP 161 | Trazzera Coda di Volpe                                               | Innesto SP 23 presso Santa Lucia - senza sbocco presso Grotticelle                                                          | 1,500          |
| SP 162 | Strada consortile 11 Don Calorio–Milingiana Sottana–Turchiotto–SP 49 | Innesto con la SP 49/A presso don Calorio - Milingiana Sottana - Turchiotto - innesto con la SP 49 presso Desusino          | 12,320         |
| SP 163 | Strada consortile 17                                                 | Innesto con la SP 49/B presso Minnitari - contrada Moddemesi                                                                | 3,634          |
| SP 164 | Strada consortile Prestianni–Furiana–Misteci                         | Innesto con la SP 1 presso Cozzo di Naro - Prestianni - Torretta - innesto con la SP 248 presso Misteci                     | 4,070          |
| SP 165 | Strada consortile SP 1–Cammarella–Torretta–Prestianni                | Cammarella - Torrettella | 3,710          |
| SP 166 | Strada consortile SP 1–Santa Rita                                    | Innesto con la SP 1 presso Canicassè - contrada Canicassè - Casale - valle di Furiana                                       | 2,546          |
| SP 167 | Strada consortile 37                                                 | Innesto con la SS 190 presso Gebbiarossa - contrada Gebbiarossa                                                             | 1,120          |
| SP 168 | Strada consortile 35 Delia–Paradiso–strada vicinale per Canicattì    | Delia - Monserrato - innesto con la SP 241                                                                                  | 1,880          |
| SP 169 | Strada consortile SS 191–SP 26                                       | Innesto con la SS 191 (progressiva 38+800) presso Baiatichi - contrada Stretto - innesto con la SP 26 presso contrada Balsi | 5,145          |
| SP 170 | Strada consortile Borgo Ratumeni–SB 36                               | Borgo Ratumeni - tenuta Ratumeni                                                                                            | 2,620          |

### Dalla SP171 alla SP180
| Numero | Denominazione                                                  | Percorso | Lunghezza (km) |
| ------ | -------------------------------------------------------------- | --- | -------------- |
| SP 171 | Strada consortile 28 bis SC 31–Spampinato–Cipolla soprano–SP 7 | Innesto con la SP 175 presso Spampinato - Cipolla - innesto con la SP 7 presso Cipolla soprano                      | 4,495          |
| SP 172 | Strada consortile 20 Riesi–SP 49                               | Riesi - Figotto - innesto con la SP 49/A                                                                            | 3,625          |
| SP 173 | Strada consortile 38 Riesi–Capreria–Caldaia–Palladio           | Innesto con la SP 14 presso Margiò - Capreria - innesto con la SP 177 presso Palladio                               | 1,300          |
| SP 174 | Strada consortile 30 SP 14–SP 7                                | Innesto con la SP 14 presso Riesi - Spampinato - innesto con la SP 7 presso Spampinato                              | 7,760          |
| SP 175 | Strada consortile 31 Riesi–Cipolla                             | Innesto con la SP 14 presso Riesi - Spampinato - Cipolla sottano - confine provincia di Enna presso torrente Braemi | 6,582          |
| SP 176 | Strada consortile 37 Strada Pietraperzia-Licata–SC 31          | Innesto con la SP 7 presso Bragaglio - senza sbocco presso Cipolla                                                  | 1,260          |
| SP 177 | Strada consortile 30 bis Palladio–Caldaia–Capreria             | Innesto con la SP 14 presso Palladio - Caldaia                                                                      | 2,928          |
| SP 178 | Strada consortile 29 bis SP 7–SP 27                            | Innesto con la SP 7 presso piano La Donna - contrada Contessa - innesto con la SP 27 presso contrada Pilieri        | 4,560          |
| SP 179 | Strada consortile Sommatino–Porcaria–Marcato Bianco            | Sommatino - Porcaria - Marcato Bianco - La Grastilla                                                                | 4,750          |
| SP 180 | Strada consortile Torre Chimera–regia trazzera Ravanusa-Licata | Innesto con la SP 222 presso Torre Chimera - lago Montagna - innesto con la SS 190 presso Olivella                  | 2,370          |

### Dalla SP181 alla SP190
| Numero | Denominazione                                                                                         | Percorso | Lunghezza (km) |
| ------ | --- | --- | -------------- |
| SP 181 | SC 33–SP 47–SP 49 (strada interprovinciale)                                                           | Confine provincia di Agrigento presso il fiume Imera - piano dei Monaci - Fondacazzo - innesto con la SP 47 presso Ficuzza                                                                                           | 4,900          |
| SP 182 | Strada consortile 26 Delia–Gebbiarossa–Canalotto–Cutrazzo Petralonga–Gibesi (strada interprovinciale) | Delia - Canalotto - Gebbiarossa - fiume Gibbesi | 4,331          |
| SP 183 | Strada consortile Delia–Grotticelle–Mendola–Ferlazzano–SS 123 (strada interprovinciale)               | Innesto con la SS 190 presso il Castellaccio di Delia - Rocchicelle - Finocchiara - confine provincia di Agrigento presso contrada Panzica                                                                           | 1,745          |
| SP 184 | SP 47–SP 49                                                                                           | Innesto con la SP 47 presso contrada Inviata - Milingiana - innesto con la SP 49/B presso contrada Castelluccio | 4,200          |
| SP 185 | Strada consortile Serra del Monaco–Ciolino                                                            | Innesto con la SP 50 (progressiva 0+350) presso Serra del Monaco - Ciolino | 1,896          |
| SP 186 | Strada di bonifica 7                                                                                  | Innesto con la SS 115 presso Manfria - innesto con la SS 115 (semi-anello) | 6,900          |
| SP 187 | Strada di bonifica 11 Via dell'Avena                                                                  | Innesto con la SS 115 - Amato - ferrovia Licata-Gela | 2,400          |
| SP 188 | Strada di bonifica 14 SS 117 bis–strada per Caltagirone                                               | Innesto con la SS 117 bis presso Canalottelli - confine città metropolitana di Catania presso Valle Ristagno (verso Caltagirone)                                                                                     | 7,000          |
| SP 189 | Stretto Spina Santa–Case Rosso                                                                        | Innesto con la SS 115 presso Spina Santa - Passo di Piazza - bivio per Case Rosso - Cava di Dirillo - innesto con la SP 194 presso il torrente Ficuzza                                                               | 8,100          |
| SP 190 | Strada di bonifica 19 SS 117 bis–SS 190                                                               | Innesto con la SS 117 bis presso Canalottelli - innesto con la SP 96 presso il piano di Sparacogna - fiume Disueri - innesto con la SS 190 presso Borgo Gruttadauro - innesto con la SP 81 presso Manca di San Rocco | 7,700          |

### Dalla SP191 alla SP200
| Numero | Denominazione                                                | Percorso | Lunghezza (km) |
| ------ | ------------------------------------------------------------ | --- | -------------- |
| SP 191 | Strada di bonifica 20 Mazzarino–SP 96                        | Mazzarino - Castelluccio Lagnuso - innesto con la SP 126 presso l'abbeveratoio Cusumino - innesto con la SP 96 presso Serra Carrubo                                | 18,500         |
| SP 192 | Strada di bonifica 21 SS 117 bis–SP 35                       | Innesto con la SS 117 bis presso Albanazzo - contrada Rinazzi Soprani - innesto con la SP 35 presso Poggio Campanella                                              | 4,500          |
| SP 193 | Strada di bonifica 23                                        | Innesto con la SP 51 - innesto con la SP 51 (semi-anello) | 6,700          |
| SP 194 | Strada di bonifica 24 SB 17–SS 115                           | Innesto con la SP 51 presso Piano Mola - Lenze Molino - Pantani Paolillo - innesto con la SS 115 presso ponte del Gambero                                          | 4,200          |
| SP 195 | Strada di bonifica Contrada Valle–Monacelli–Pisciotta–Priolo | Innesto con la SS 115 presso ponte Cubaitano - Vallone Monacella - innesto con la SP 196 presso contrada Cacaladritta - innesto con la SP 11 presso Priolo Soprano | 5,288          |
| SP 196 | Strada di bonifica Destra della Valle Torta                  | Innesto con la SS 115 presso ponte Cubaitano - Vallone Monacella - innesto con la SP 195 presso contrada Cacaladritta - innesto con la SP 31 presso Pisciotto      | 5,783          |
| SP 197 | Strada di bonifica 5 Butera–strada vicinale Moddomesi        | Innesto con la SP 8 presso Piano della Fiera (Butera) - Moddomesi                                                                                                  | 6,800          |
| SP 198 | Regia Trazzera Acquaviva–Mussomeli                           | Acquaviva Platani - innesto con la SP 16 presso contrada Monticelli                                                                                                | 1,852          |
| SP 199 | Strada intercomunale Acquaviva–Sutera                        | Acquaviva Platani presso contrada San Giuseppe (Acquaviva Platani) - Lista Fetusa - innesto con la SP 142 presso contrada Solfara                                  | 2,532          |
| SP 200 | Regia Trazzera Sutera–Cammarata                              | Innesto con la SP 16 presso contrada San Giuseppe (Acquaviva Platani) - innesto con la SP 16 presso contrada Mistretta                                             | 1,500          |

## Dalla SP201 alla SP257

### Dalla SP201 alla SP210
| Numero     | Denominazione                                 | Percorso | Lunghezza (km) |
| ---------- | --------------------------------------------- | --- | -------------- |
| SP 201     | Regia trazzera Acquaviva–Casteltermini        | | 0,650          |
| SP 202     | Regia trazzera Caltanissetta–Enna–Villarosa   | Xiboli (Caltanissetta) - Turolifi                                                                                             | 6,350          |
| SP 203     | Regia trazzera Caltanissetta–Pietraperzia     | Contrada Santa Lucia - contrada Iuculia - Piano dei Meloni                                                                    | 3,000          |
| SP 203 bis | Regia trazzera Caltanissetta–Piazza Armerina  | Innesto con la via Gibil Gabib presso Caltanissetta - contrada Serra della Difesa - contrada Gulfi                            | 6,559          |
| SP 204     | Strada intercomunale Bompensiere–Milena       | Bompensiere - innesto con la SP 24 presso Vallone Bianco                                                                      | 2,000          |
| SP 205     | Strada intercomunale Bompensiere–Racalmuto    | Bompensiere - innesto con la SP 24 presso Margio Natali                                                                       | 1,400          |
| SP 206     | Regia trazzera Gela–torrente Cavo di Bonifica | | 6,300          |
| SP 207     | Regia trazzera Gela–Mazzarino                 | | 2,500          |
| SP 208     | Regia trazzera Mussomeli–San Cataldo          | Innesto con la SP 100 presso contrada Mintina - contrada Cordovese - innesto con la SP 23                                     | 2,300          |
| SP 209     | Regia trazzera Mussomeli–Petralia             | Innesto con la SP 16 presso il castello manfredonico - innesto con la SP 16 presso contrada Fiumicello (parallela alla SP 16) | 3,002          |
| SP 210     | Regia trazzera Mussomeli–Serradifalco         | Innesto con la SP 38 presso contrada Piscazzu - fiume Salito                                                                  | 1,990          |

### Dalla SP211 alla SP220
| Numero | Denominazione                                         | Percorso | Lunghezza (km) |
| ------ | ----------------------------------------------------- | --- | -------------- |
| SP 211 | Regia trazzera Mussomeli–Cammarata                    | Castelluccio (Mussomeli) - confine città metropolitana di Palermo presso Madonna delle Vigne                                            | 2,001          |
| SP 212 | Regia trazzera Mussomeli–Villalba–Polizzi (1º tronco) | Rocca Ventura (Mussomeli) - innesto con la SP 140 presso il torrente Fiumicello - Sanfrangiore - confine città metropolitana di Palermo | 4,400          |
| SP 217 | Regia trazzera Gela–Niscemi                           | Innesto con la SP 10 e la SP 82 presso contrada Scomunicata - contrada Agnone - Niscemi                                                 | 3,200          |
| SP 218 | Regia trazzera Niscemi–Vizzini                        | | 4,800          |
| SP 219 | Regia trazzera Resuttano–Petrosino–Portella del Morto | Resuttano - torrente Tremamargi | 0,530          |
| SP 220 | Regia trazzera Serradifalco–Montedoro                 | Serradifalco - lago Soprano - innesto con la SP 23 presso contrada Santa Lucia                                                          | 2,000          |

### Dalla SP221 alla SP230
| Numero | Denominazione                                         | Percorso | Lunghezza (km) |
| ------ | ----------------------------------------------------- | --- | -------------- |
| SP 221 | Regia trazzera Serradifalco–Delia                     | Serradifalco - innesto con la SS 122                                                                               | 0,213          |
| SP 222 | Strada intercomunale Sommatino–Ravanusa               | Sommatino - Lago Montagna - innesto con la SS 557 presso contrada Capreria                                         | 4,078          |
| SP 223 | Strada intercomunale Vallelunga–Villalba              | Vallelunga Pratameno - contrada Destra - innesto con la SP 18 presso contrada Miccichè (Villalba)                  | 2,960          |
| SP 224 | Strada intercomunale Vallelunga–Mussomeli             | Innesto con la SS 121 presso La Catena - innesto con la SP 232 presso portella Guida                               | 1,278          |
| SP 225 | Strada intercomunale Capelvenere–Tumarrano            | Innesto con la SP 224 presso Cozzo Salice - contrada Garcitella                                                    | 0,645          |
| SP 226 | Strada intercomunale Vallelunga–Valledolmo            | Innesto con la SS 121 presso contrada Giardino - ferrovia Palermo-Catania - confine città metropolitana di Palermo | 1,980          |
| SP 228 | Strada rurale Buffa–Lumera                            | Innesto con la SP 251 presso contrada Buffa Corsa - Cozzo Lumera                                                   | 2,800          |
| SP 229 | Strada rurale Manca–Federico                          | Innesto con la SS 121 presso contrada Manca - contrada Magazzinazzo                                                | 1,400          |
| SP 230 | Regia trazzera Mussomeli–Villalba–Polizzi (2º tronco) | Villalba - Vallone Nasca - Centosalme - innesto con la SS 121                                                      | 1,820          |

### Dalla SP231 alla SP240
| Numero | Denominazione                              | Percorso                                                                                               | Lunghezza (km) |
| ------ | ------------------------------------------ | --- | -------------- |
| SP 231 | Regia trazzera Villalba–Marianopoli        | Villalba - contrada Bonazzo - contrada Belici - innesto con la SS 121                                  | 3,200          |
| SP 232 | Regia trazzera Vallelunga–Cammarata        | Vallelunga Pratameno - contrada Baronia - confine città metropolitana di Palermo presso portella Guida | 2,283          |
| SP 233 | Regia trazzera Villalba–Cammarata          | Innesto con la SP 16 presso la Masseria Miccichè - confine città metropolitana di Palermo              | 2,020          |
| SP 235 | Regia trazzera Montedoro–Mussomeli         | Montedoro - contrada Fontana Grande                                                                    | 1,936          |
| SP 236 | Regia trazzera Canicattì–Caltanissetta     | Innesto con la SS 640 e la SP 34 presso Favarella - Grotta d'Acqua                                     | 2,079          |
| SP 237 | Regia trazzera Resuttano–Alimena           | Resuttano - torrente Campanella - contrada Irosa                                                       | 1,000          |
| SP 238 | Strada intercomunale Sutera–Campofranco    | Innesto con la SP 20 bis presso Burrone Vittoria - contrada Vittoria - Campofranco                     | 1,800          |
| SP 239 | Regia trazzera Riesi–Mazzarino             | Cannavera - Piano Mola                                                                                 | 1,000          |
| SP 240 | Trazzera Portella dell'Arena–Santa Rosalia | Innesto con la SP n 5 presso Portella dell'Arena - innesto con la SP 99 presso Santa Rosalia           | 0,900          |

### Dalla SP241 alla SP250
| Numero | Denominazione                                | Percorso | Lunghezza (km) |
| ------ | -------------------------------------------- | --- | -------------- |
| SP 241 |                                              | Innesto con la SP 133 - Fontana Bianca | 2,080          |
| SP 242 | Ex regia trazzera Marianopoli–Santa Caterina | Innesto con la SP 42 - Calvario (Marianopoli) | 0,400          |
| SP 243 | SP 38–SP 33                                  | Innesto con la SP 38 presso La Pervolidda - Pergola - contrada Palo                                                                                       | 2,650          |
| SP 244 | Mussomeli–bivio Tumarrano                    | Mussomeli - confine città metropolitana di Palermo presso contrada Girafi                                                                                 | 1,000          |
| SP 245 | Strada intercomunale Sutera–Bompensiere      | Contrada Murlacchiello (Sutera) - contrada Bertollo | 1,450          |
| SP 246 | Sutera–Giancatalano                          | Sutera - contrada Tanusa - rocca Donnibesi | 2,400          |
| SP 247 | Strada per Mandra Giumenta                   | Innesto con la SP 132 presso Casalicchio - Mandra Giumenta                                                                                                | 1,700          |
| SP 248 | Strada rurale SP 103–Misteci–SP 2            | Innesto con la SP 103 presso case Martinez - Misteci - Marcato d'Arrigo - Cicutta vecchia - San Martino - Innesto con la SP 2 presso contrada Castellazzo | 14,300         |
| SP 249 | Regia trazzera Caltanissetta–Ravanusa–Licata | Calderaro - Comunelli | 2,350          |
| SP 250 | Cozzo di Gelso–Aquilia                       | Milena - rocca di Aquilia | 2,400          |

### Dalla SP251 alla SP257
| Numero | Denominazione                               | Percorso | Lunghezza (km) |
| ------ | ------------------------------------------- | --- | -------------- |
| SP 251 | Ex strada consortile Vallelunga–Verbuncaudo | Innesto con la SP 22 presso contrada Tanarizzi (Vallelunga Pratameno) - ferrovia Palermo-Catania - confine città metropolitana di Palermo                                                                   | 1,680          |
| SP 252 | Marianopoli–Fanzarotta                      | Innesto con la SS 121 presso Manchi - Scala Nuova - Fastucchiera - Cioccafa - innesto con SP 150 - Fanzarotta                                                                                               | 14,000         |
| SP 253 | Regia trazzera Mussomeli–Caltanissetta      | Innesto con la SS 122 presso contrada Cusatino - innesto con la SP 40 presso contrada Cusatino | 0,750          |
| SP 254 | Mastra–Contessa                             | Innesto con la SP 27 presso La Mastra - contrada Contessa - innesto con la SS 191 e la SP 255 presso contrada Baiatichi                                                                                     | 4,500          |
| SP 255 |                                             | Innesto con la SP 7 presso Cipolla - Tenuta Ratumeni - innesto con la SS 191 e la SP 254 presso contrada Baiatichi                                                                                          | 6,750          |
| SP 256 |                                             | Innesto con la SS 190 (progressiva 37+600) e la SP 27 presso Judeca - innesto con la SP 79 (progressiva 1+400) - Serralunga - innesto con la SP 47 (progressiva 6+650) e la SP 49/B presso contrada Inviata | 3,850          |
| SP 257 |                                             | Innesto con la SP 13 presso Passo delle Lasagne - Bubbonia - innesto con la SP 96 presso Piano del Paradiso                                                                                                 | 6,100          |

## Classificazione tecnica
A seguito dell'entrata in vigore della TOSAP, l'amministrazione provinciale aveva provveduto a classificare tutto il proprio patrimonio stradale in base alle caratteristiche tecniche: sessantasei strade provinciali erano state classificate come extraurbane secondarie (50 nella categoria C1, 16 nella categoria C2) e centoventinove come strade locali (22 nella categoria F1, 107 nella categoria F2).
Nel 2014 la provincia ha riorganizzato la classificazione funzionale della propria viabilità con la deliberazione commissariale n. 31 del 13 febbraio. A seguito di questo provvedimento alcune strade sono state suddivise in più tratte, a seconda della classificazione tecnica di ciascuna tratta e delle zone di competenza assegnate dalla provincia stessa. Inoltre il numero di tratte di tipo C è sceso da sessantasei a trentadue.
Soltanto sette tratte sono state classificate come strade extraurbane secondarie a traffico sostenuto (categoria C1):
- strada provinciale 1 – 1ª tratta (da Caltanissetta alla SP 127),
- strada provinciale 6,
- strada provinciale 8,
- strada provinciale 29,
- strada provinciale 40,
- strada provinciale 81 – 1ª tratta (da Gela all'innesto con la SP 83),
- strada provinciale 83.

Le venticinque tratte classificate come extraurbane secondarie a traffico limitato (categoria C2) sono:
- strada provinciale 2 – 2ª tratta (dalla SP 127 (2º tronco) a Sommatino),
- strada provinciale 5 – 1ª tratta (dal bivio Minichelli alla SP 123),
- strada provinciale 7,
- strada provinciale 10,
- strada provinciale 11,
- strada provinciale 12,
- strada provinciale 16 – tutte e tre le tratte in cui è suddivisa,
- strada provinciale 20 bis,
- strada provinciale 23 – entrambe le tratte in cui è suddivisa,
- strada provinciale 24 – 1ª tratta (dalla SP 23 a Milena),
- strada provinciale 27,
- strada provinciale 31,
- strada provinciale 34,
- strada provinciale 38,
- strada provinciale 42,
- strada provinciale 44 – 2ª tratta (dalla SP 155 alla SP 145),
- strada provinciale 46 – 1ª tratta (da Serradifalco alla SP 37),
- strada provinciale 47,
- strada provinciale 51,
- strada provinciale 82 – 1ª tratta (dalla SS 115 alla progressiva 2+300),
- strada provinciale 99
- strada provinciale 103.

Una sola strada, la SP 155, è classificata come strada locale a traffico sostenuto (categoria F1), mentre tutte le altre (177 tratte) sono state classificate come strade locali a traffico limitato (categoria F2).

## Galleria d'immagini

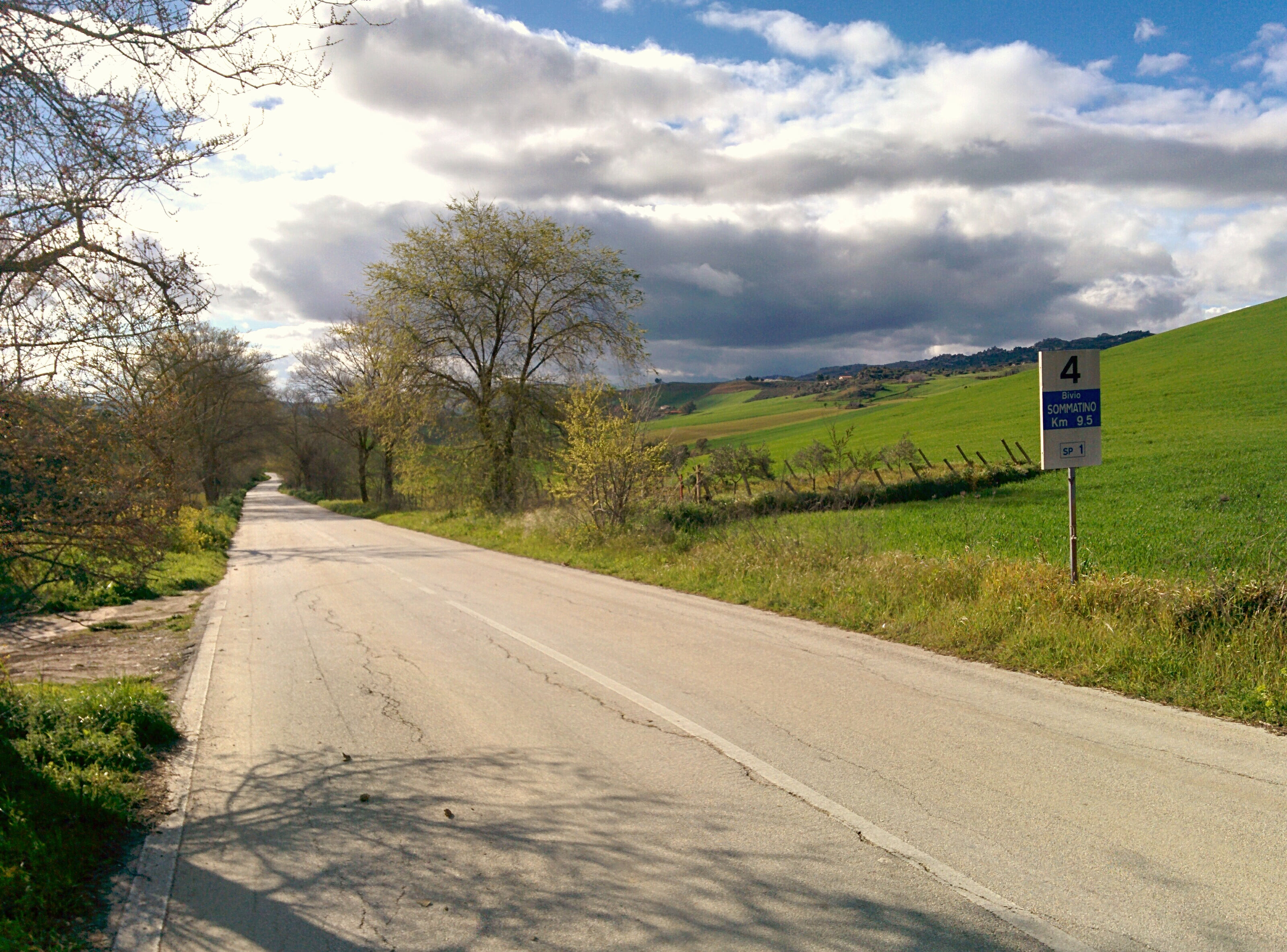
Strada provinciale 1 in contrada Bifaria (Caltanissetta).
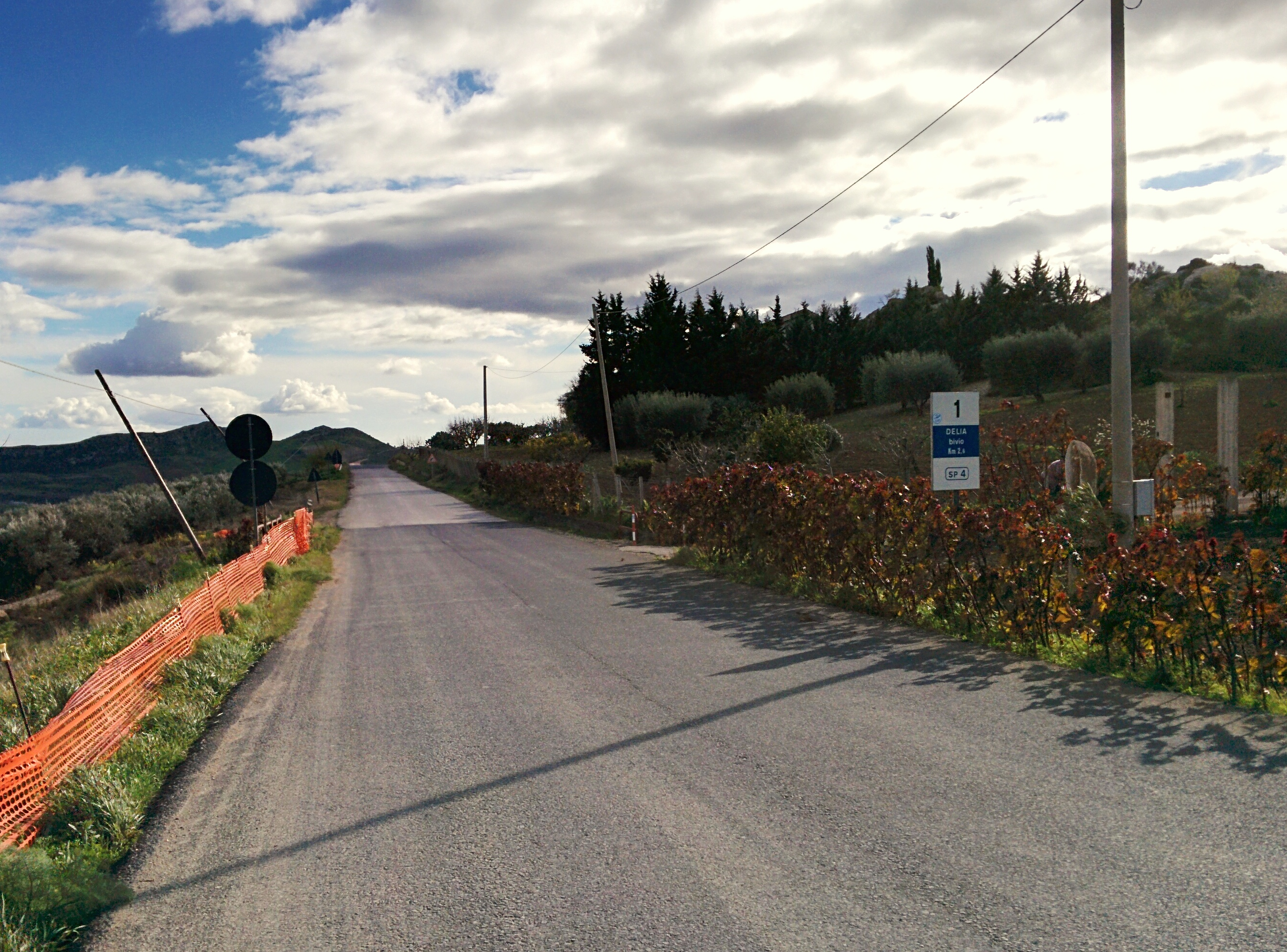
Strada provinciale 4 presso Serra della Destra (Caltanissetta).
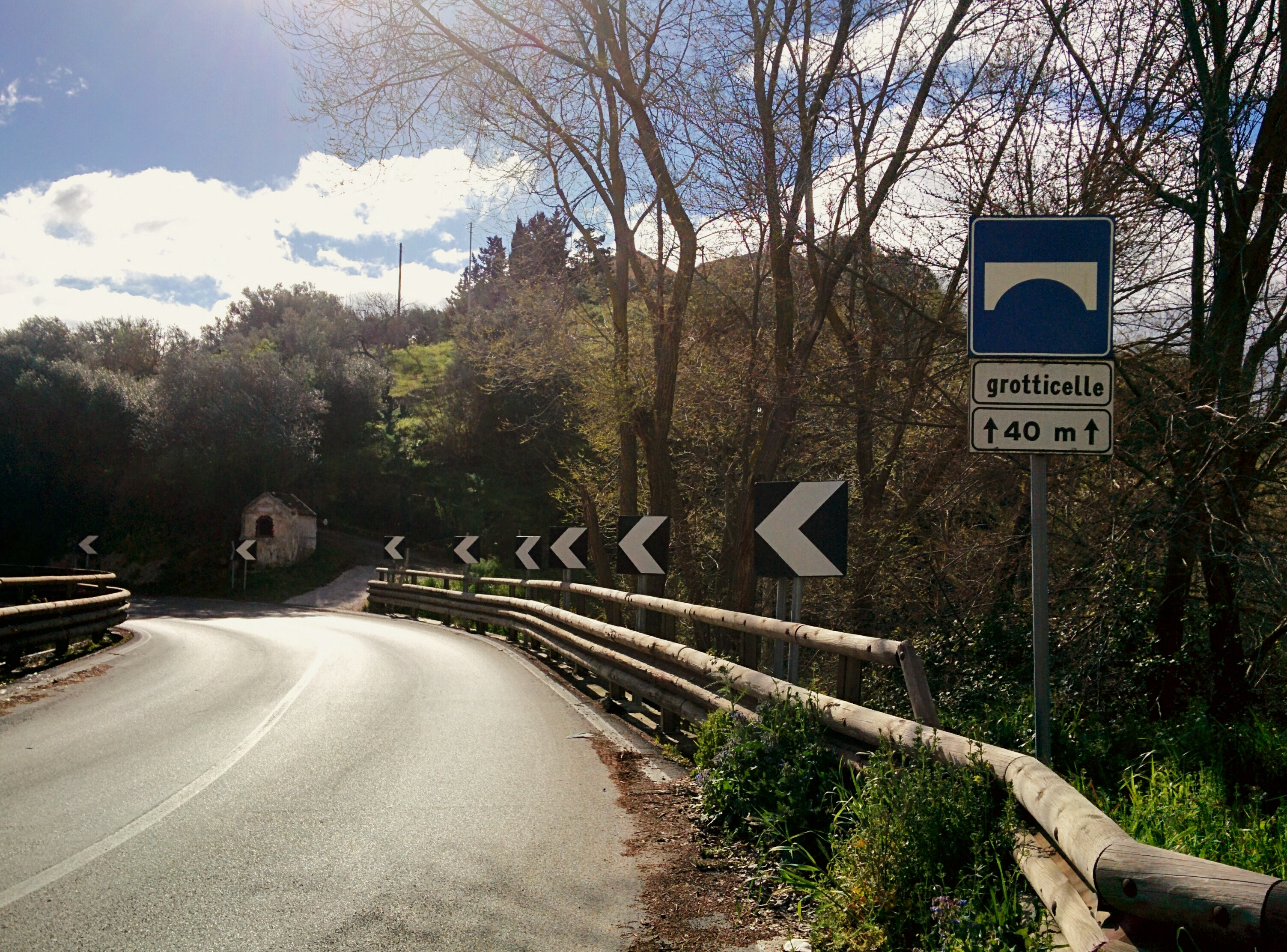
Strada provinciale 5, ponte Grotticelle (Caltanissetta).
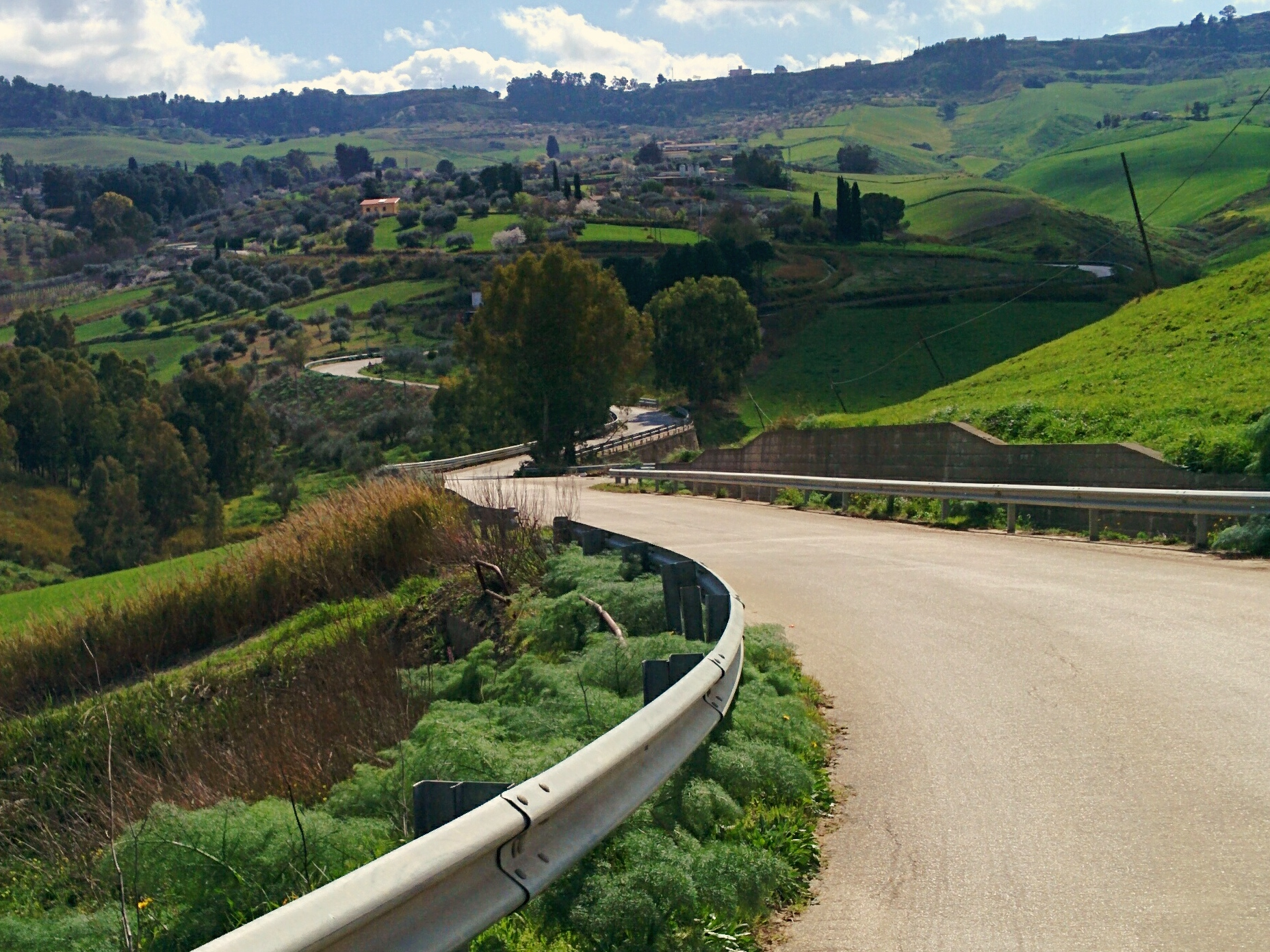
Strada provinciale 42 in contrada Pernici (Caltanissetta).
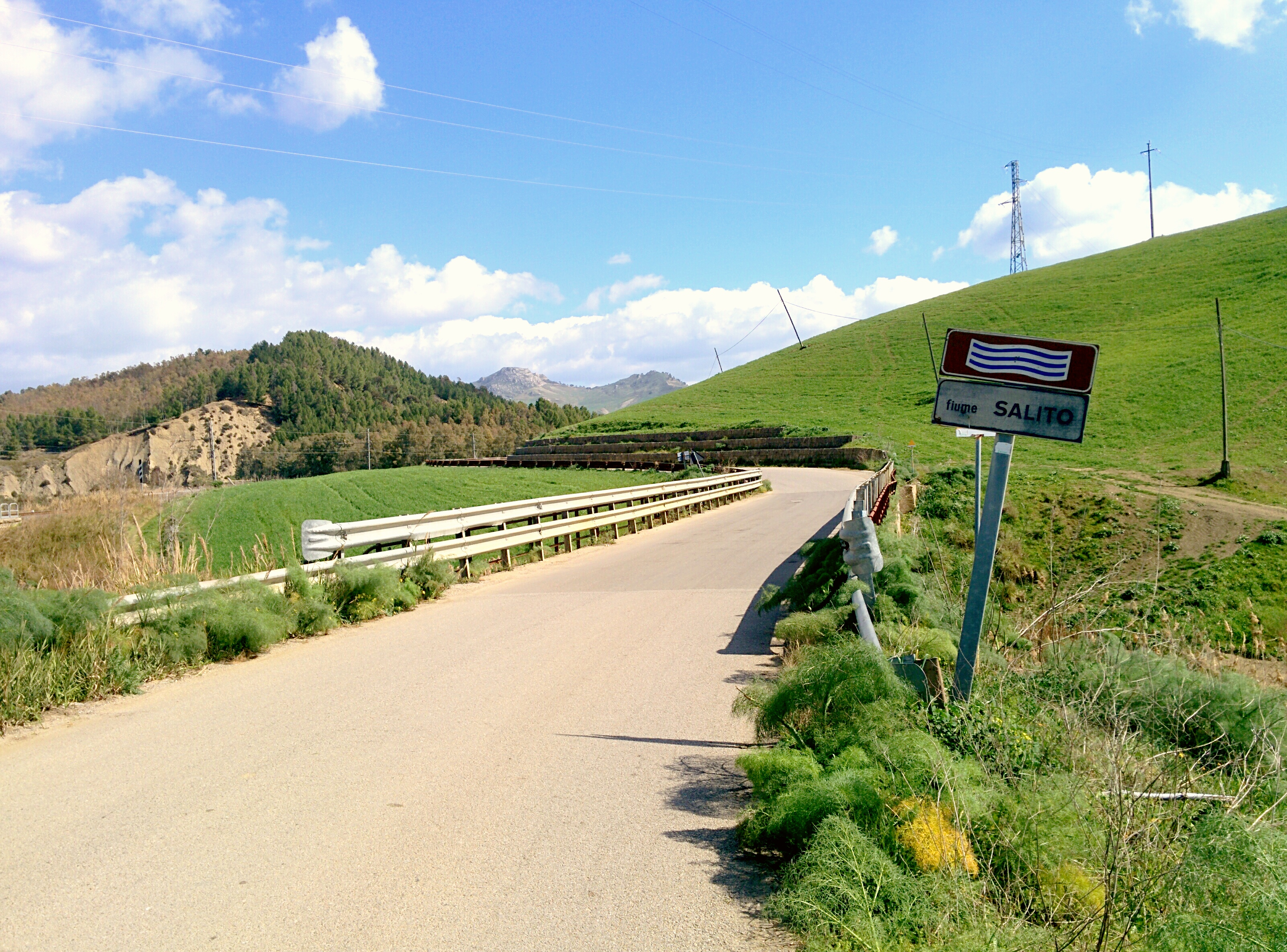
Strada provinciale 42, ponte sul fiume Salito (Caltanissetta).
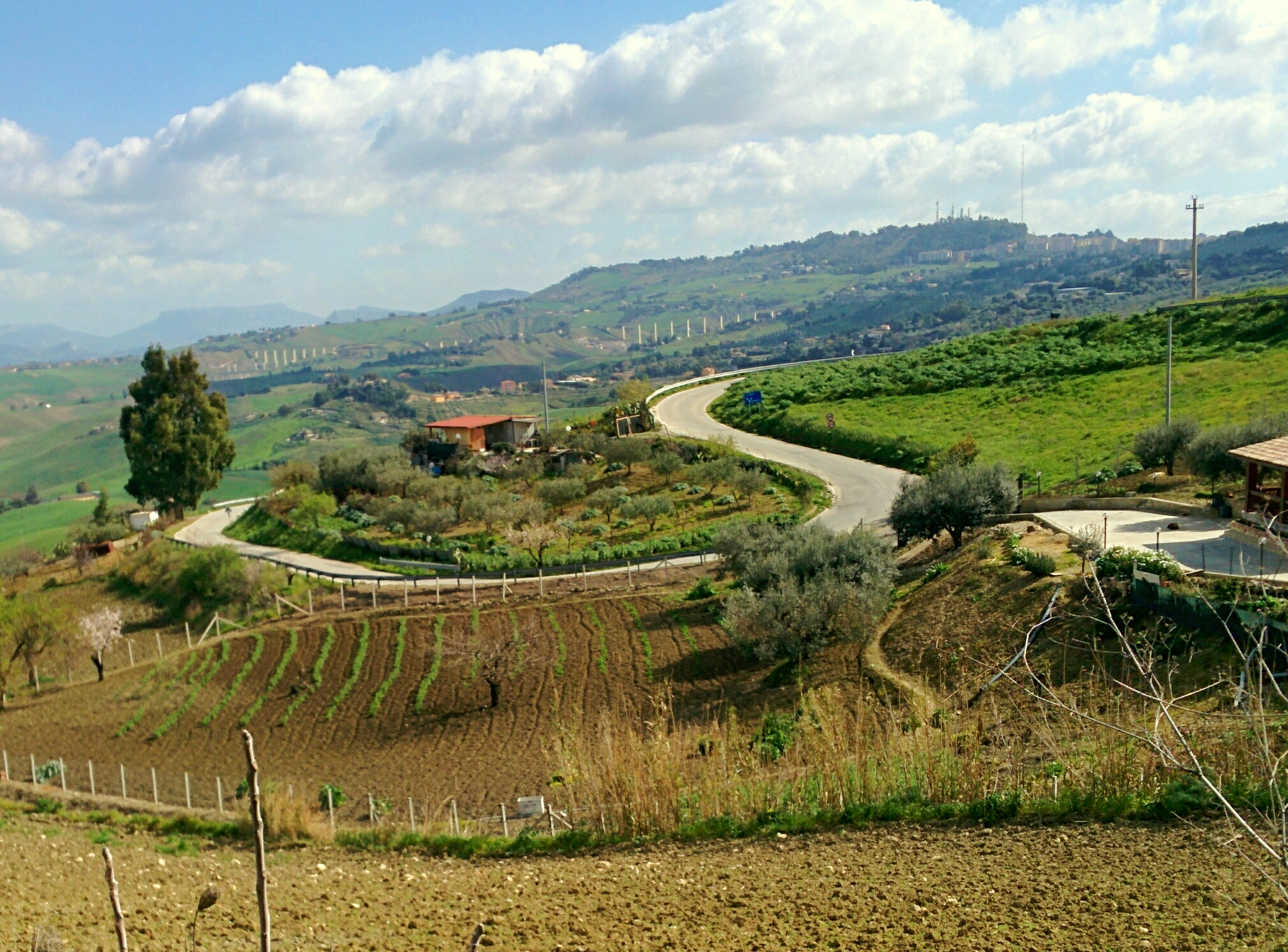
Strada provinciale 44, tornante in contrada Palombara (Caltanissetta).
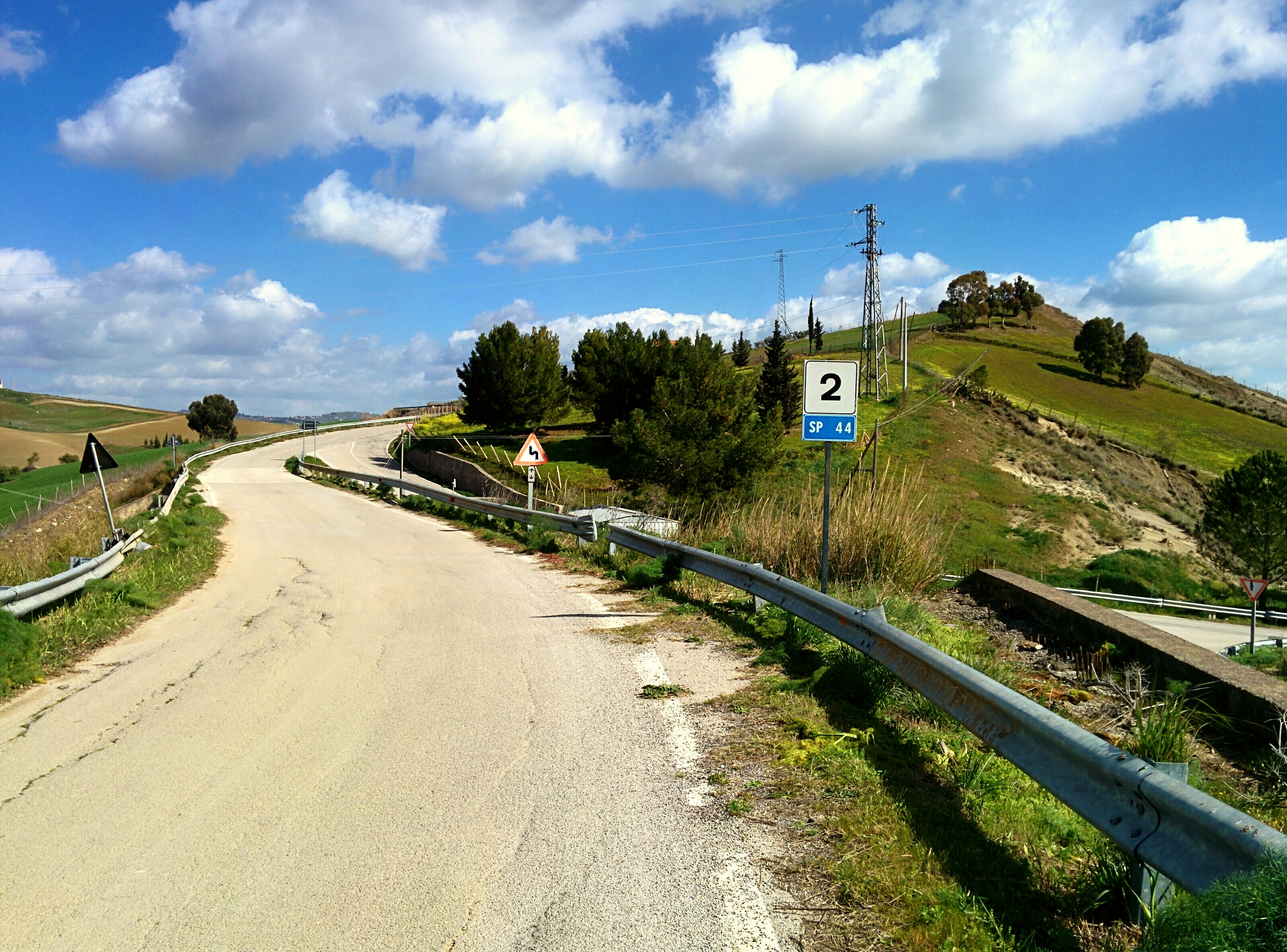
Strada provinciale 44, bivio con la SP 155.
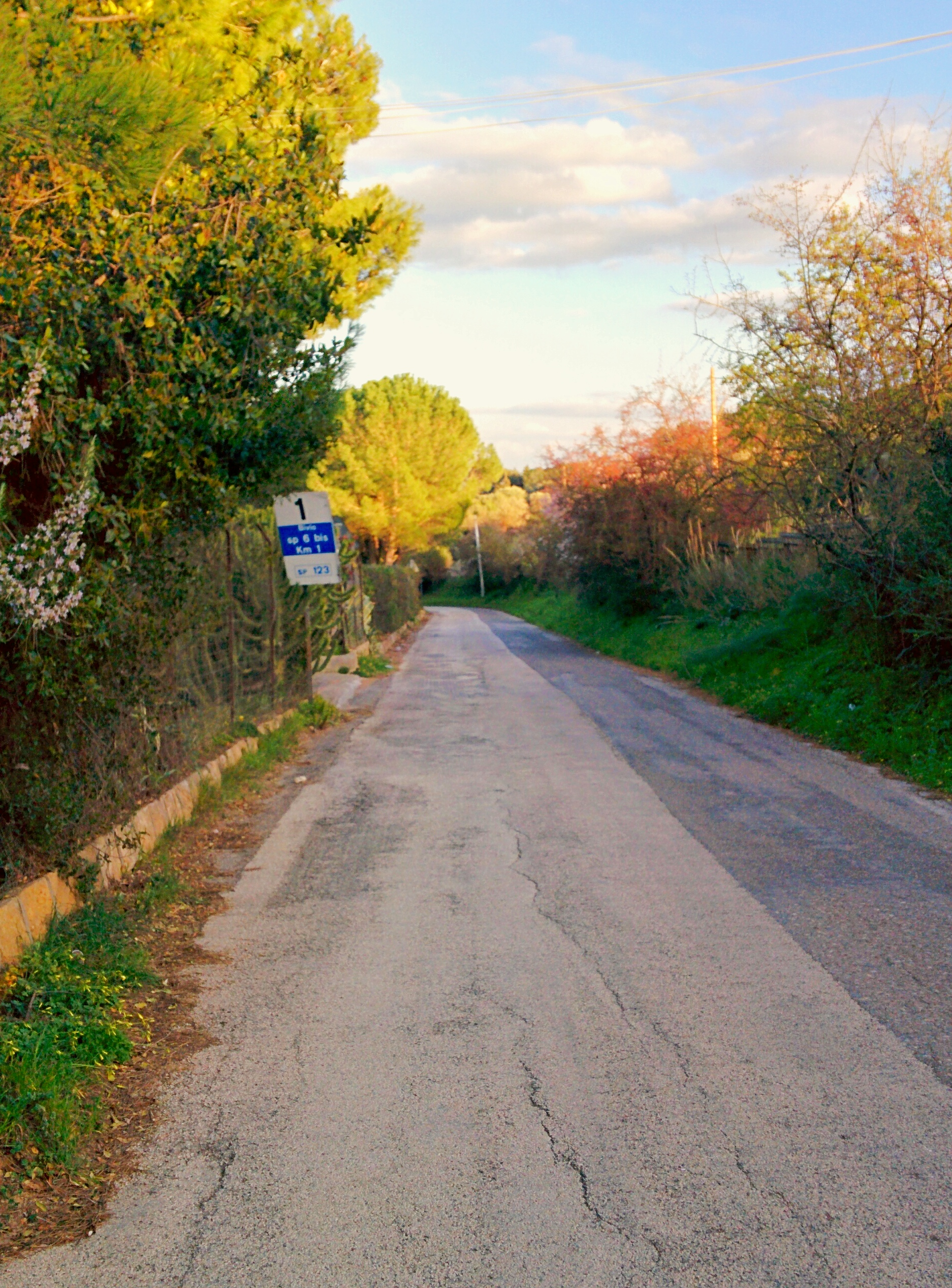
Strada provinciale 123 in contrada Papazzo (Caltanissetta).
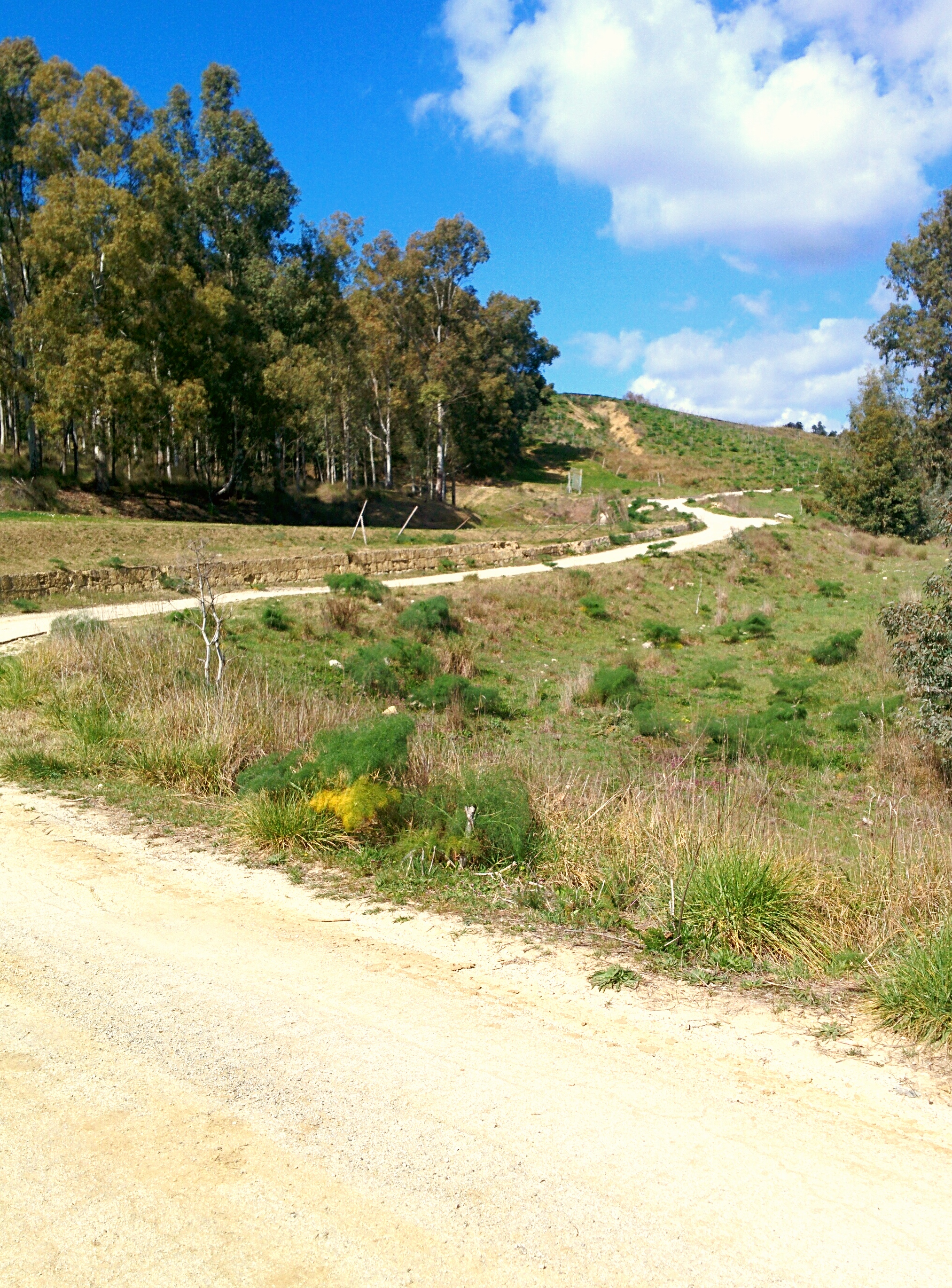
Strada provinciale 146 in contrada Trabona (Caltanissetta).
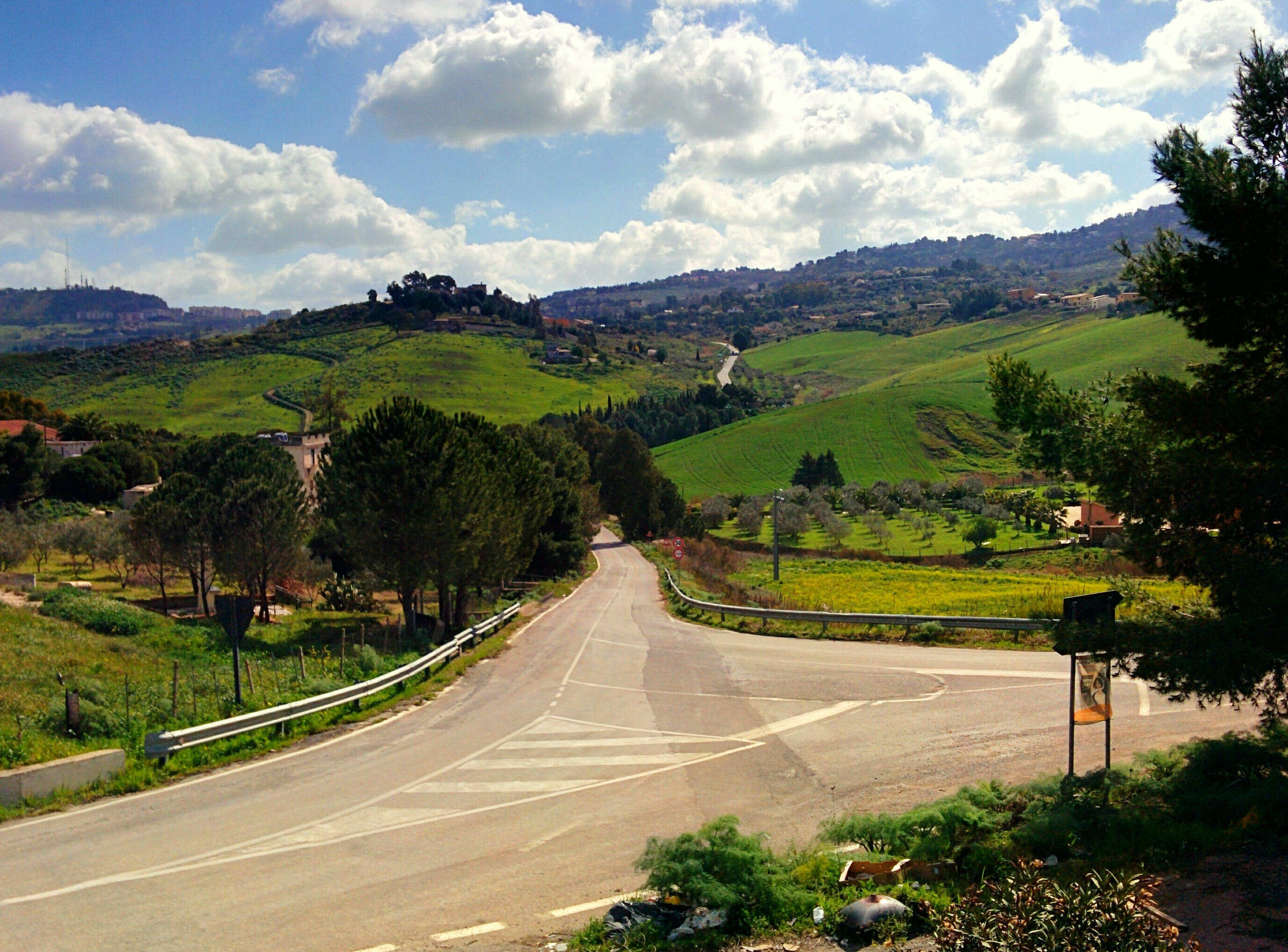
Strada provinciale 155 in contrada Palombara, all'innesto con la SP 44 (Caltanissetta).
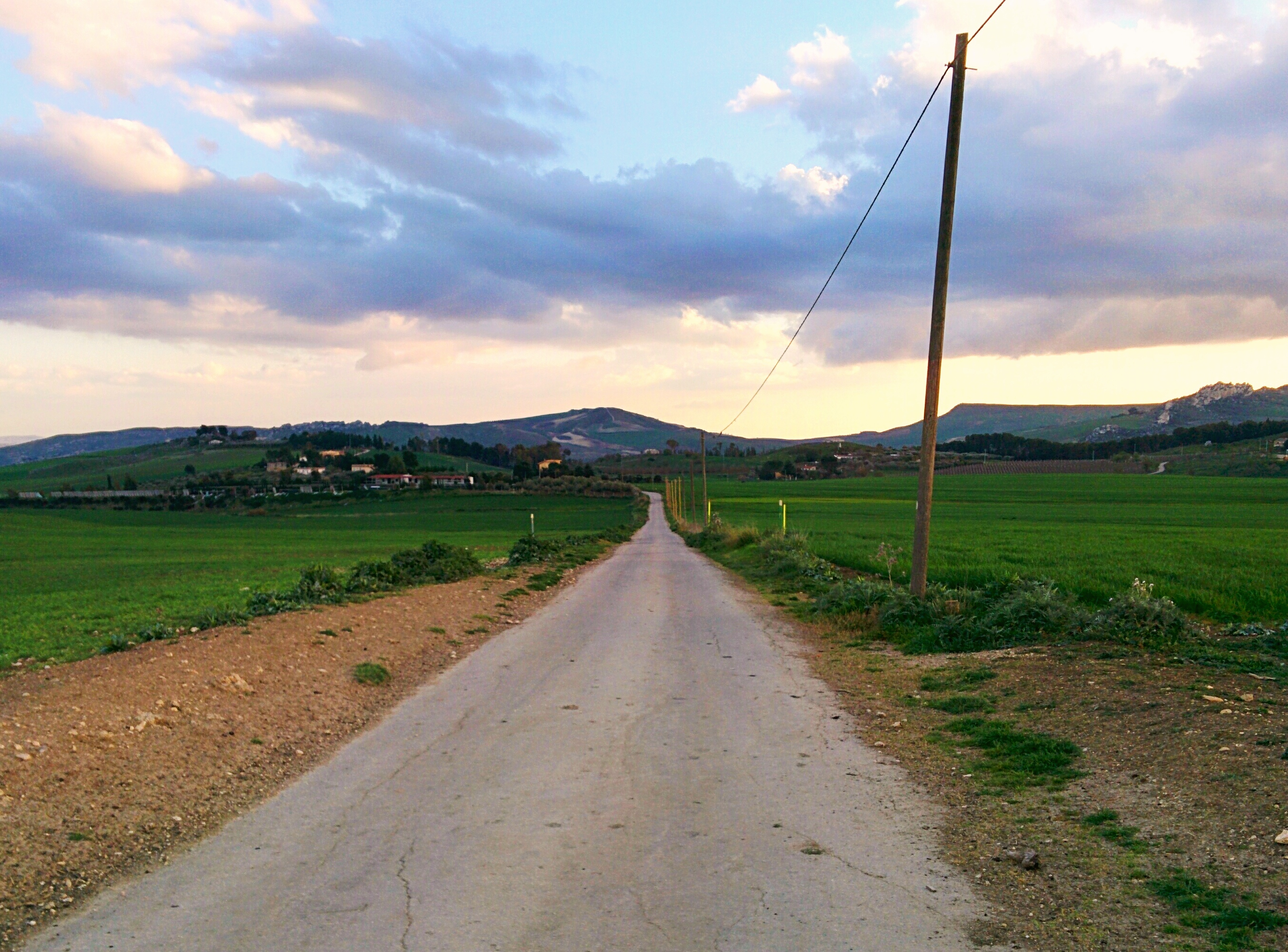
Strada provinciale 164 a Torretta (Caltanissetta).